# Polistes xantholeucus
Polistes xantholeucus är en getingart som beskrevs av Vecht 1984. Polistes xantholeucus ingår i släktet pappersgetingar, och familjen getingar. Inga underarter finns listade i Catalogue of Life.